# Marcos Paulista
Marcos Ferreira de Oliveira más conocido como Marcos Paulista (São Paulo, Brasil, 21 de abril de 1974) es un exfutbolista brasileño. Jugaba de mediocampista, también lo hacía como delantero y jugó en diversos equipos de Brasil, México, Chile y Colombia. Poco años después de su retiro como jugador, el sitio chileno Pelotudos.cl realizó una lista de los 37 jugadores brasileños, que jugaron en la Primera División de Chile, durante los últimos 20 años y Marcos Paulista quedó ubicado en el puesto 16 de esa lista, debido a que solo jugó el primer semestre de 2001, cuando defendía a Deportes Concepción, tanto en la primera rueda del Torneo Chileno del 2001 como en la Copa Libertadores de América de ese mismo año.

## Carrera
Marcos Paulista inició su carrera como jugador en 1996, militando en el Chapecoense, donde jugó hasta el primer semestre de 1997. En el segundo semestre de ese mismo año, fichó por el modesto Criciuma, donde militó hasta fines de 1999. En el año 2000 tuvo su primera experiencia en el extranjero, cuando fichó por el León de México, donde apenas estuvo un semestre y en el segundo semestre de ese mismo año, volvió a Brasil para fichar por el Santo André, que jugaba en el ascenso de su país. Un año después, Marcos Paulista volvió a jugar en el extranjero, pero esta vez lo hizo en Chile, jugando para el modesto Deportes Concepción, que en ese año jugó la Copa Libertadores de América y el Torneo Chileno. Paulista fue inscrito para ambos torneos y en el equipo lila, compartió plantel con jugadores de la talla de Carlos Navarro Montoya, Diego Soñora, Juan Carlos Ibáñez y Cristián Montecinos entre otros. Después estuvo en clubes como Caxias do Sul, Cortuluá de Colombia (su tercera y última experiencia en el extranjero), Tubarao, Sao Luiz, Metropolitano, Uniclinic y Cotia. Precisamente en este último club mencionado, en diciembre de 2013, Paulista puso fin a su periplo como futbolista profesional

## Clubes
| Club                | País     | Año       |
| ------------------- | -------- | --------- |
| Chapecoense         | Brasil   | 1996-1997 |
| Criciuma            | Brasil   | 1997-1999 |
| León                | México   | 2000      |
| Santo André         | Brasil   | 2000      |
| Deportes Concepción | Chile    | 2001      |
| Caxias do Sul       | Brasil   | 2001      |
| Cortuluá            | Colombia | 2002      |
| Tubarao             | Brasil   | 2002      |
| Sao Luiz            | Brasil   | 2003-2006 |
| Metropolitano       | Brasil   | 2007-2008 |
| Uniclinic           | Brasil   | 2009-2011 |
| Cotia               | Brasil   | 2012-2013 |